# Augustin Stark

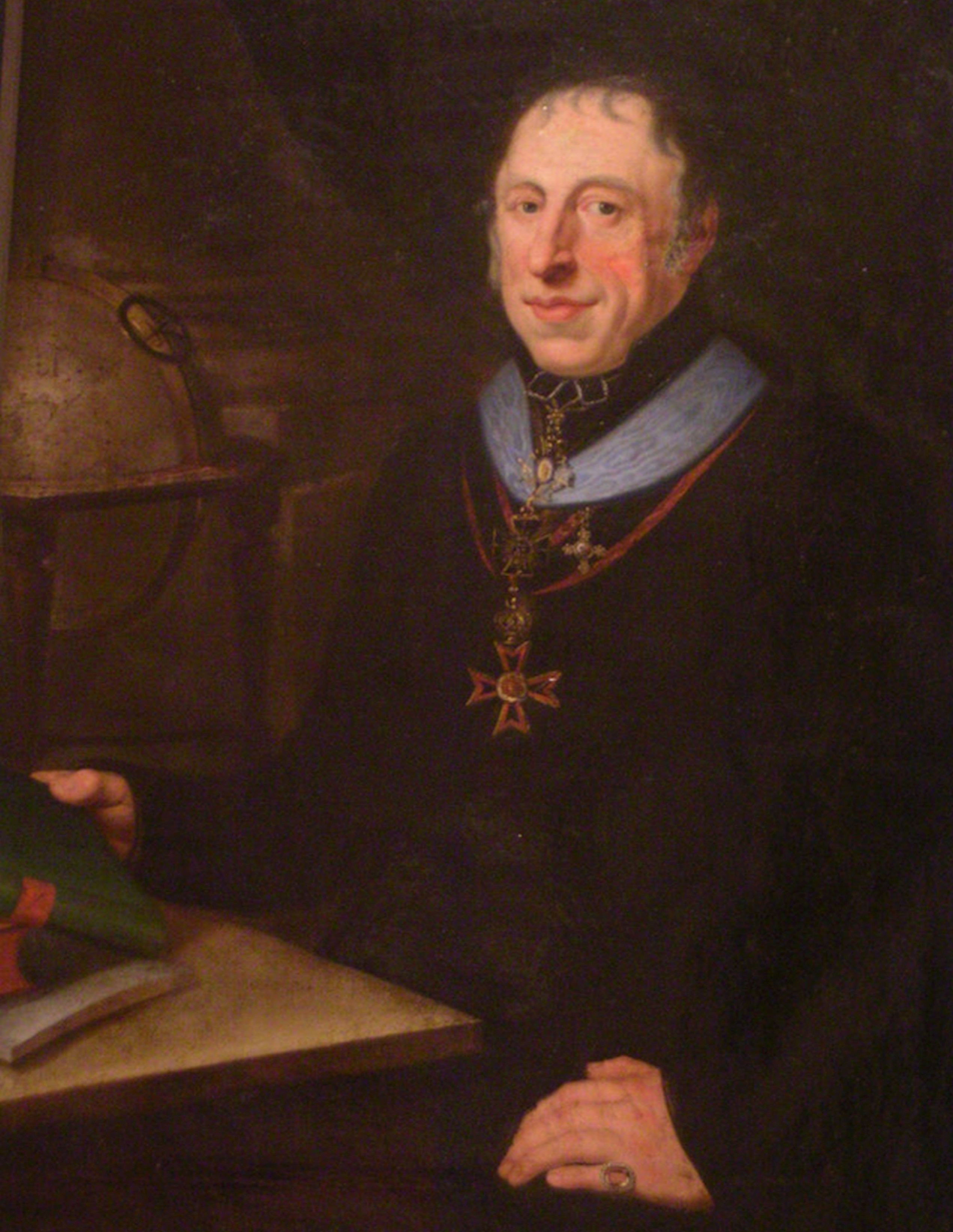
Porträt

Augustin Stark (* 22. Februar 1771 in Augsburg; † 8. März 1839 ebenda) war ein deutscher Naturforscher, Lehrer und Domherr.

## Leben
Stark stammte aus einer wohlhabenden Kaufmannsfamilie. Er besuchte das Gymnasium bei St. Salvator und trat am 4. Oktober 1790 in das Augsburger Augustiner-Chorherrenstift St. Georg ein. Die Profess legte er am 9. Oktober 1791 ab. Er studierte an der stiftseigenen Hochschule Theologie, Kirchenrecht, Mathematik und Physik. Außerdem widmete er sich auch dem Orgelspiel und gab Konzerte. Am 4. Mai 1794 erhielt er die Priesterweihe und wurde Sekretär des Stiftes. 1798 wurde er schließlich ordentlicher Professor der Theologie und des Kanonischen Rechts am Stift.
Stark kam nach der Säkularisation des Hochstifts Augsburg als Hofmeister zu den Edlen von Braunmühl, bevor er 1807 Professor der Mathematik und Physik zunächst an der Augsburger Bürger- und Realschule wurde. 1811 kam er als Professor der Mathematik an das traditionell evangelische Gymnasium bei St. Anna, das zu diesem Zeitpunkt als einziges Gymnasium der Stadt notgedrungen überkonfessionell war. Dort wurde er 1812 Konrektor. Er verblieb bis 1820 am Gymnasium. 1821 fand er Aufnahme als Mitglied des Domkapitels am Augsburger Dom und wurde zudem zum Geistlichen Rat ernannt. Daneben war er Observator der Königlichen Meteorologischen Anstalt zu Augsburg.   Seine Fähigkeiten wurden auch dem König Max I. Joseph von Bayern bekannt, so dass dieser ihm einen Fraunhoferschen Refraktor schenkte. Außerdem ließ er ihm 1830 einen Turm der Augsburger Stadtbefestigung zur Sternwarte ausbauen. Dieser „Astronomische Turm am Pfaffenkeller“ liegt südöstlich des Klostergartens der Benediktinerabtei St. Stephan (Lage); er befindet sich heute in Privatbesitz.

## Ehrungen
Stark wurde 1814 zum korrespondierenden, 1820 zum ordentlichen Mitglied der Bayerischen Akademie der Wissenschaften. 1816 erhielt er die Ernennung zum Ehrenritter des königlichen Hausritterorden vom Heiligen Michael, außerdem erhielt er das Kommandeurskreuz II. Klasse des Großherzoglich Hessischen Ludwigsordens.

## Werke (Auswahl)
- 32 grosse Reduktionstabellen des königl. Bayer. Civil- und Medizinalgewichtes mit Vergleichung der Gewichte von 15 der berühmten Städte Europens. München 1811.
- Meteorologisches Jahrbuch: mit Inbegriff der meteorischen und astronomischen Beobachtungen, der Aspecten der Sonne, der Planeten und des Mondes. Jenisch und Stage, Augsburg 1812–1836.
- Beschreibung der meteorologischen Instrumente: nebst einer Anleitung zum Gebrauche derselben bey den Beobachtungen, als nothwendiger Beytrag zur Erläuterung der meteorologischen Jahrbücher. Birnhauser, Augsburg 1815.
- Starks Beschreibung und Berechnungen zum Großen Kometen von 1811 wurden ohne sein Wissen in Mailand veröffentlicht.